# Gare d'Alost
La gare d'Alost (en néerlandais : station Aalst) est une gare ferroviaire belge de la ligne 50, de Bruxelles-Nord à Gand-Saint-Pierre, située à proximité du centre de la ville d'Alost, dans la province de Flandre-Orientale en Région flamande.
Édifiée par la Compagnie du chemin de fer de Dendre-et-Waes et de Bruxelles vers Gand par Alost, elle est mise en service en 1853 par l'administration des chemins de fer de l'État belge. C'est une gare de la Société nationale des chemins de fer belges (SNCB) desservie par des trains Suburbains (S), InterCity (IC) et d'Heure de pointe (P).

## Situation ferroviaire
Établie à 9 mètres d'altitude, la gare d'Alost est située au point kilométrique (PK) 29,722 de la ligne 50, de Bruxelles-Nord à Gand-Saint-Pierre, entre les gares d'Erembodegem et de Lede. C'est une gare de bifurcation, origine de la ligne 82, d'Alost à Burst.
Elle était également desservie par la ligne 57, d'Alost à Lokeren (hors service d'Alost à Termonde) et la ligne 61, de Kontich à Alost (hors service).

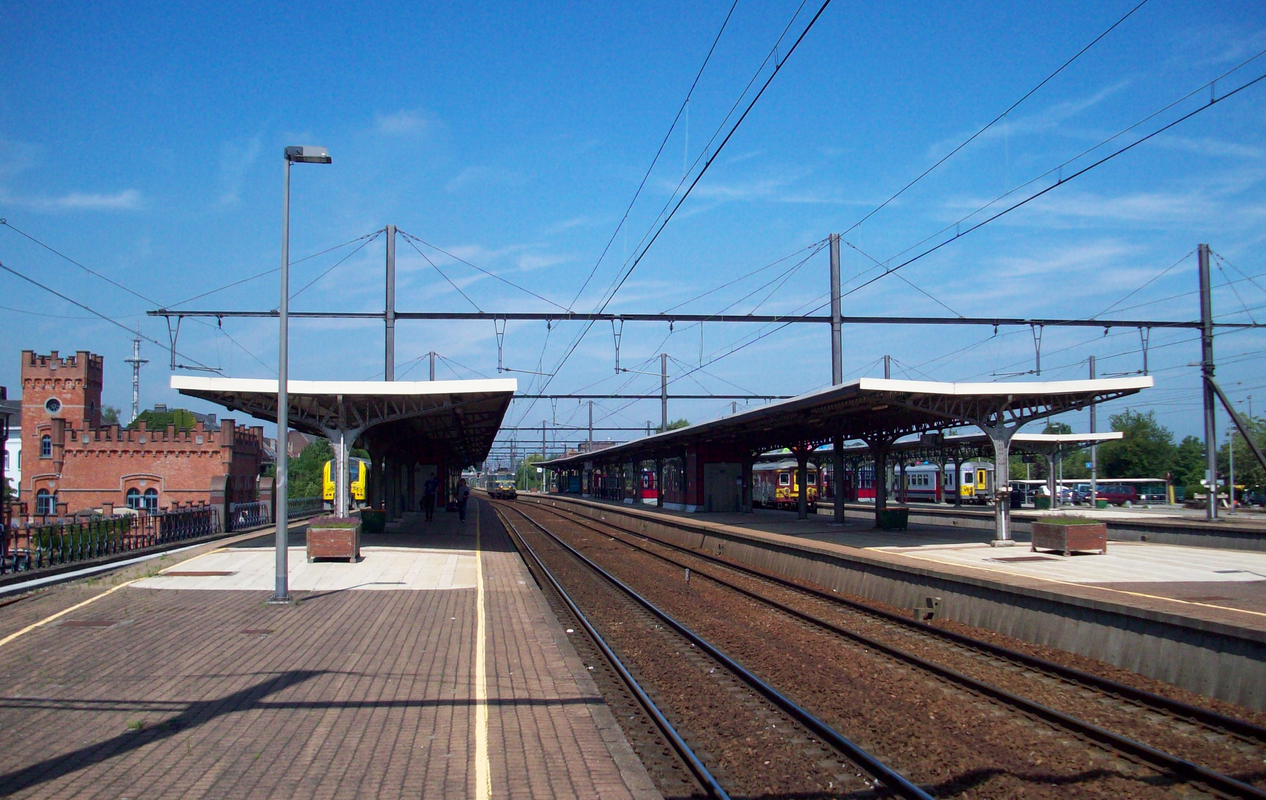
Intérieur de la gare.

## Historique
La Compagnie du chemin de fer de Dendre-et-Waes et de Bruxelles vers Gand par Alost met en service la section d'Alost à Oudegem de la ligne 57 le 19 juin 1853. Alost est alors un terminus provisoire à la jonction de la ligne raccourcissant le trajet de Bruxelles à Gand que la Compagnie du Dendre-et-Waes inaugure le 1er décembre 1855 (Denderleeuw - Alost) et le (Bruxelles-Nord - Denderleeuw et Alost - Schellebelle, où les trains continuent vers Gand). L’Administration des chemins de fer de l’État belge assure d’emblée l’exploitation du réseau Dendre-et-Waes.
La concession d'un chemin de fer d'Anvers à Tournai, vers Douai, est attribuée en 1864 à la compagnie du même nom. Celle-ci n'ayant pas les moyens de démarrer les travaux, passe par plusieurs consolidations et repreneurs privés avant d'être réalisée par les Chemins de fer de l’État belge, donnant naissance aux lignes 61 (Boom - Willebroek - Alost), 82 (Alost - Burst / Zottegem - Renaix), 88A (Tournai - Rumes) ainsi qu'à quelques sections des lignes 52 et 87. La section d'Opwijk à Alost de la ligne 61 est inaugurée le 12 octobre 1879 et celle d'Alost à Burst le 1er juin 1876. Seule cette dernière est encore parcourue par des trains.
Le bâtiment de la gare fut réalisé par l’architecte attitré du Chemin de fer Dendre-et-Waes — Jean-Pierre Cluysenaar — entre 1852 et 1856. Il s’agit d’un bâtiment de style néo-gothique, richement décoré.
Entre 1907 et 1908, pour supprimer plusieurs passages à niveau ainsi qu’un obstacle sur la Dendre canalisée, les voies de la gare furent surélevées sans interrompre un seul jour le trafic des trains et des bateaux.
Le bâtiment de la gare a failli être démoli au profit d’un bâtiment moderne dans les années 1970[réf. nécessaire] mais a finalement été conservé et restauré. Il est désormais classé.

## Service des voyageurs

### Accueil
Gare SNCB, elle dispose d'un bâtiment voyageurs, avec guichet, ouvert tous les jours. Elle est équipée d'automates pour l'achat de titres de transport et de consignes à bagages automatiques. Des aménagements, équipements et services sont à la disposition des personnes à la mobilité réduite. Un buffet est installé en gare.
Des souterrains permettent la traversée des voies et le passage d'un quai à l'autre.

### Desserte
Alost est desservie par des trains InterCity (IC), Suburbains et d'Heure de pointe (P) de la SNCB, qui effectuent des missions sur la ligne commerciale 50 (Bruxelles - Gand) ainsi que sur la ligne commerciale 82 (Alost - Burst) à desserte restreinte (voir brochures SNCB).
En semaine, Alost possède deux cinq régulières cadencées à l’heure :
- des trains IC entre Gand-Saint-Pierre et Tongres via Bruxelles
- des trains IC entre Gand-Saint-Pierre et Landen via Bruxelles
- des trains S4 entre Alost et Vilvorde via Bruxelles-Luxembourg
- des trains S10 entre Alost et Bruxelles-Midi

Aux heures de pointe, il existe quelques trains supplémentaires.
- un unique train P de Gand-Saint-Pierre à Alost (le matin)
- un unique train P de Grammont à Gand-Saint-Pierre (le matin)
- trois trains P entre Gand-Saint-Pierre et Schaerbeek (le matin, retour l’après-midi)
- deux trains S10 supplémentaires entre Alost et Bruxelles-Midi (le matin, retour l’après-midi)
- quatre trains P de Alost à Burst le matin et trois après-midi
- quatre trains P de Burst à Alost le matin et trois après-midi

Les weekends, la desserte est restreinte à trois services circulant chacun toutes les heures dans chaque sens
- des trains IC entre La Panne et Landen via Bruxelles
- des trains IC entre Gand-Saint-Pierre et Lokeren via Bruxelles
- des trains S10 entre Alost et Bruxelles-Midi

### Intermodalité
Un parc pour les vélos et un parking pour les véhicules y sont aménagés. Des bus desservent la gare.

## Comptage voyageurs
Ce graphique et tableau montre le nombre de voyageurs embarquant en moyenne durant la semaine, le samedi et le dimanche.
| Nombre de passagers qui embarquent à la gare d'Alost | Nombre de passagers qui embarquent à la gare d'Alost | Nombre de passagers qui embarquent à la gare d'Alost | Nombre de passagers qui embarquent à la gare d'Alost |
|                                                      | Semaine                                              | Samedi                                               | Dimanche                                             |
| ---------------------------------------------------- | ---------------------------------------------------- | ---------------------------------------------------- | ---------------------------------------------------- |
| 1977                                                 | 8 426                                                | 1 595                                                | 1 168                                                |
| 1978                                                 | 8 255                                                | 1 284                                                | 946                                                  |
| 1979                                                 | 7 364                                                | 1 378                                                | 1 164                                                |
| 1980                                                 | 7 666                                                | 1 438                                                | 1 093                                                |
| 1981                                                 | 8 125                                                | 1 524                                                | 1 266                                                |
| 1982                                                 | 7 742                                                | 1 483                                                | 1 076                                                |
| 1983                                                 | 7 593                                                | 1 127                                                | 1 072                                                |
| 1984                                                 | 8 255                                                | 1 613                                                | 1 533                                                |
| 1985                                                 | 8 651                                                | 2 043                                                | 2 038                                                |
| 1986                                                 | 7 892                                                | 1 607                                                | 1 439                                                |
| 1987                                                 | 8 014                                                | 1 731                                                | 1 875                                                |
| 1988                                                 | 8 777                                                | 1 782                                                | 1 662                                                |
| 1989                                                 | 8 858                                                | 1 417                                                | 1 524                                                |
| 1990                                                 | 8 113                                                | 1 603                                                | 1 436                                                |
| 1991                                                 | 7 475                                                | 1 503                                                | 1 550                                                |
| 1992                                                 | 7 353                                                | 1 718                                                | 1 596                                                |
| 1993                                                 | 8 077                                                | 2 034                                                | 1 662                                                |
| 1994                                                 | 7 757                                                | 1 639                                                | 1 265                                                |
| 1995                                                 | 7 596                                                | 1 462                                                | 1 123                                                |
| 1996                                                 | 7 649                                                | 1 876                                                | 1 266                                                |
| 1997                                                 | 7 755                                                | 1 645                                                | 1 248                                                |
| 1998                                                 | 9 400                                                | 1 646                                                | 1 202                                                |
| 1999                                                 | 7 707                                                | 1 944                                                | 1 413                                                |
| 2000                                                 | 8 038                                                | 1 936                                                | 1 318                                                |
| 2001                                                 | 7 385                                                | 1 842                                                | 1 342                                                |
| 2002                                                 | 6 883                                                | 1 949                                                | 1 555                                                |
| 2003                                                 | 7 966                                                | 2 193                                                | 1 820                                                |
| 2004                                                 | 8 859                                                | 1 942                                                | 1 602                                                |
| 2005                                                 | 7 837                                                | 2 012                                                | 1 508                                                |
| 2006                                                 | 8 569                                                | 1 952                                                | 1 618                                                |
| 2007                                                 | 7 763                                                | 2 116                                                | 1 598                                                |
| 2008                                                 | -                                                    | -                                                    | -                                                    |
| 2009                                                 | 7 639                                                | 2 191                                                | 1 594                                                |
| 2010                                                 | -                                                    | -                                                    | -                                                    |
| 2011                                                 | -                                                    | -                                                    | -                                                    |
| 2012                                                 | 7 732                                                | 2 515                                                | 2 382                                                |
| 2013                                                 | 7 462                                                | 2 223                                                | 1 864                                                |
| 2014                                                 | 7 112                                                | 2 003                                                | 1 791                                                |
| 2015                                                 | 7 733                                                | 1 758                                                | 1 589                                                |
| 2016                                                 | 7 075                                                | 1 904                                                | 1 763                                                |
| 2017                                                 | 7 081                                                | 1 686                                                | 1 594                                                |
| 2018                                                 | 6 741                                                | 1 905                                                | 1 648                                                |
| 2019                                                 | 6 444                                                | 1 768                                                | 1 592                                                |
| 2020                                                 | 4 079                                                | 1 640                                                | 1 264                                                |
| 2021                                                 | -                                                    | -                                                    | -                                                    |
| 2022                                                 | 5 580                                                | 1 803                                                | 1 599                                                |
| 2023                                                 | 5 827                                                | 2 271                                                | 1 942                                                |
| 2024                                                 | 5 883                                                | 2 220                                                | 1 872                                                |

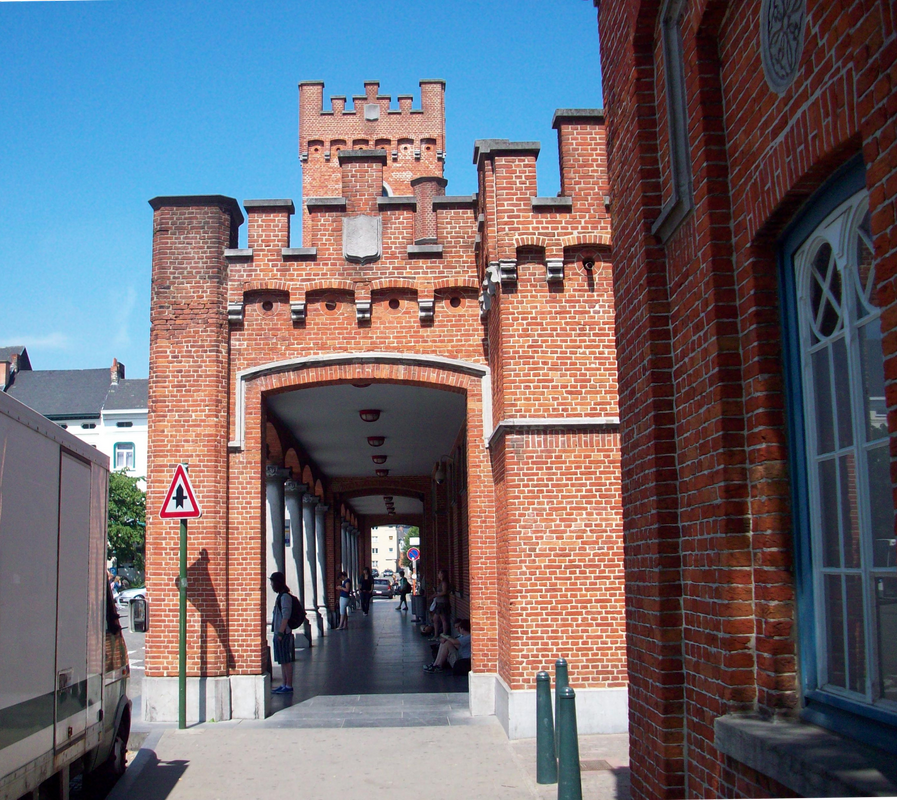
Bâtiment voyageurs
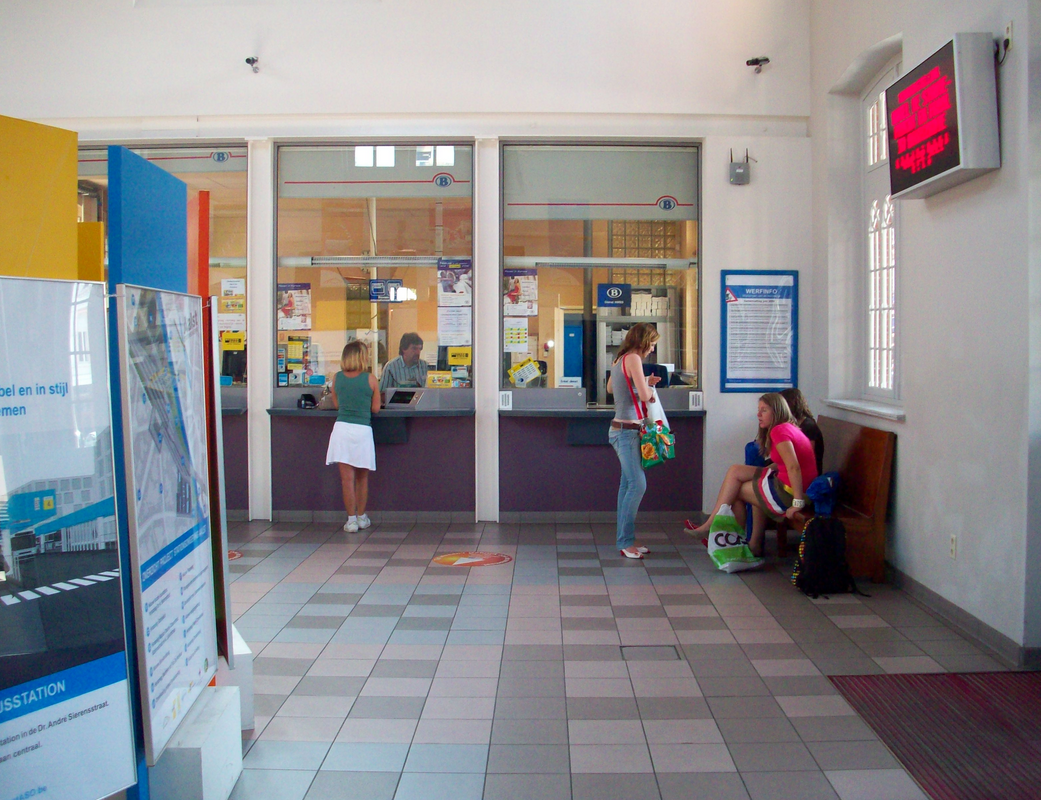
Hall et guichets
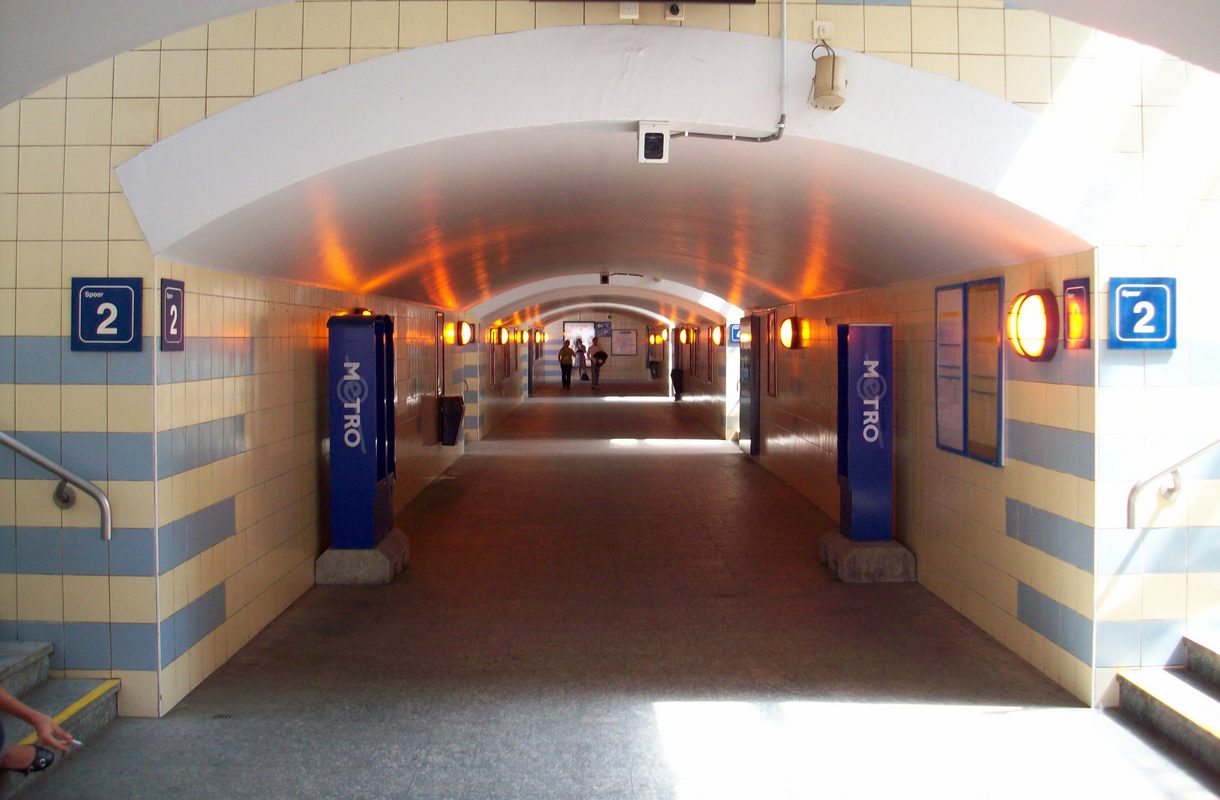
Passage souterrain et accès aux quais
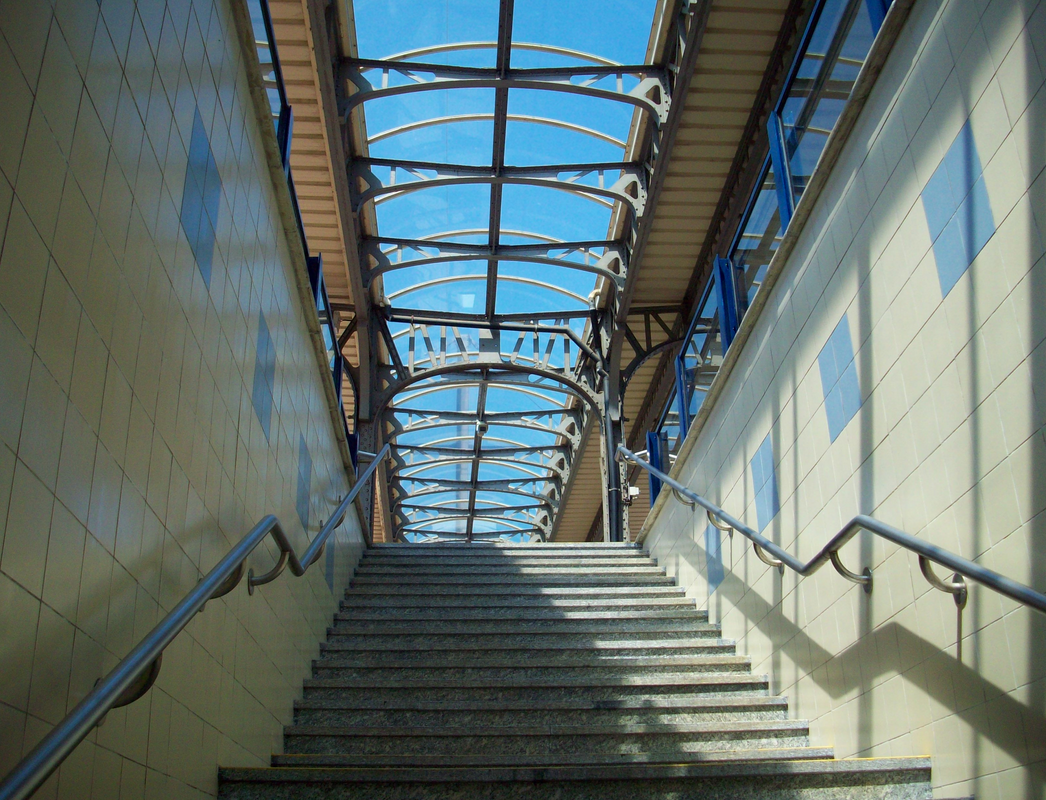
Accès aux quais